# L'Abbaye de Northanger
Northanger Abbey
Vous lisez un « article de qualité » labellisé en 2010.  Il fait partie d'un « thème de qualité ».
Cet article concerne le roman. Pour le téléfilm dérivé, voir Northanger Abbey (téléfilm). Pour les articles homonymes, voir Abbey.
L'Abbaye de Northanger (Northanger Abbey, également connu en français sous le titre Catherine Morland) est un roman de la femme de lettres anglaise Jane Austen, publié posthumément en décembre 1817, bien que la page de titre soit datée de 1818. Cependant, il a été écrit entre 1798-1799 et s’intitulait alors Susan. L'œuvre raille la vie mondaine de Bath, que Jane Austen avait connue lors d'un séjour en 1797, et parodie les romans gothiques fort appréciés à l'époque : son héroïne, la toute jeune Catherine Morland, qui ne rêve que de sombres aventures se déroulant dans de vieux châteaux ou des abbayes gothiques, croit qu'elle pourra en vivre une lorsqu'elle est invitée à séjourner à l'abbaye de Northanger. Une idylle s'y développe entre elle et Henry Tilney, le fils cadet du propriétaire des lieux.
La confrontation de ses idées romanesques à la réalité, ainsi que ses discussions avec Henry Tilney et Eleanor, la sœur de ce dernier, font sortir peu à peu Catherine Morland de l'adolescence, au travers d'un parcours initiatique qui fait de L'Abbaye de Northanger un conduct novel (roman d'apprentissage).
Au-delà des caractéristiques stylistiques de l'écriture de Jane Austen (ironie, discours indirect libre, etc.) et de l'aspect parodique de l'ouvrage, ce dernier, tout en critiquant l'influence des romans gothiques sur l'imagination fertile des jeunes filles, constitue une ardente défense des romans en général, qui étaient à l'époque principalement écrits par des femmes et considérés comme un genre littéraire de second ordre.

## Élaboration du roman et parution

### Écriture et titre initial
Northanger Abbey est le premier roman de Jane Austen à avoir été prêt à être publié, après sa rédaction en 1798 et 1799 selon sa sœur Cassandra Austen. Cependant, elle travaille aussi, dès 1796, à First Impressions, la première mouture de Pride and Prejudice. Quant à Sense and Sensibility, elle en commence une première écriture dès 1795, sans doute sous forme d'un roman épistolaire, comme le rapporte la tradition familiale, et donc bien différente de la version finalement publiée.
Jane Austen, alors âgée de 23 ou 24 ans, habite encore la maison familiale de Steventon où elle a vécu depuis sa naissance. Elle vient d'effectuer en 1797 un voyage à Bath, une ville d'eau qui tient une place importante dans l'histoire. Le roman est alors intitulé Susan. Certains spécialistes y ont vu une référence au conte pour enfants, Simple Susan, écrit par Maria Edgeworth pour son recueil de contes de 1796, The Parent's Assistant.
En 1802, l'auteur fait une correction mineure, pour évoquer le roman de Maria Edgeworth, Belinda, paru l'année précédente.
Selon l'annonce rédigée par Jane Austen en 1816, le roman est entièrement terminé et prêt à être publié dès 1803. Au printemps de cette année, l'éditeur londonien Benjamin Crosby en achète les droits pour dix livres sterling, annonce la publication, mais ne donne aucune suite. Six ans plus tard, Jane Austen lui adresse par courrier une sèche demande d'explication, proposant une nouvelle copie du manuscrit au cas où la première aurait été perdue, tout en menaçant de contacter un autre éditeur s'il ne faisait rien. Crosby se borne à répondre qu'en pareil cas, il attaquerait cet éditeur, et ne se montre prêt qu'à rétrocéder les droits, au prix initial de dix livres. Ce montant paraît alors trop élevé à Jane Austen, qui n'a encore rien publié.
Mais après la parution d’Emma, en décembre 1815, la romancière se résout à ce rachat, pour dix livres, par l'intermédiaire de son frère Henry. Elle envisage en 1816 de le faire publier, en change le titre en Catherine et rédige une courte annonce (Advertisement), où elle exprime son étonnement de la non-publication antérieure par Crosby et la crainte que les « treize années écoulées depuis son achèvement » aient rendu l'ouvrage obsolète, « l'époque, les lieux, les manières, les livres et les opinions ayant subi des changements considérables ».

### Titre définitif et publication
Ce n'est qu'après la mort de Jane Austen, survenue le 18 juillet 1817, que son frère Henry fait publier le roman, à la fin du mois de décembre 1817 (la date de 1818, sur la page de titre, résulte des impondérables des délais d'édition), après que le titre en a été changé, probablement par Henry Austen, pour celui sous lequel il est connu aujourd'hui, Northanger Abbey. Peut-être a-t-on ainsi voulu s'appuyer sur la vogue finissante des romans gothiques, souvent porteurs de titres évocateurs de châteaux ou d'abbayes mystérieuses.
On tient cependant généralement pour acquis aujourd'hui que Jane Austen avait renoncé au titre initial inspiré de The Parent's Assistant, Susan, dès 1809, à la suite de la parution d'un roman anonyme de même titre. Sans doute avec quelques regrets, puisqu'on retrouve le nom de l'héroïne de Maria Edgeworth, Susan Price, dans Mansfield Park, où il est celui de la jeune sœur de Fanny Price, l'héroïne du roman.
La question de savoir dans quelle mesure le roman a été modifié par rapport au manuscrit vendu à Crosby n'a pas de réponse certaine. Cependant, Brian Southam, un des grands spécialistes de la critique austenienne, pense que l'auteur a pu apporter des changements significatifs à son œuvre en 1816 ; mais il n'est guère suivi dans cette voie par les autres spécialistes, qui penchent pour des modifications très limitées après 1803, lui opposant plusieurs passages du texte qui font manifestement référence à des événements antérieurs à cette date. Et les nombreux romans cités dans le texte ont tous été publiés avant 1800, à l'exception de deux références à des œuvres de Maria Edgeworth, parues en 1800 et 1801.

### «Notice biographique de l'auteur»
Outre l'« annonce » (Advertisement) écrite par Jane Austen, la publication en 1818 de Northanger Abbey et de Persuasion est préfacée par une Biographical Notice of the Author, une notice biographique sur l'auteur. Écrite par Henry Austen et datée du 13 décembre 1817, soit moins de cinq mois après la mort de sa sœur, cette notice revêt une grande importance, en dépit de son caractère hagiographique : c'est tout d'abord un hommage chaleureux rendu à la femme et à l'écrivain, qui donne au public des informations sur sa vie et ses derniers instants, sa personnalité, ses goûts, ses lectures favorites, ou encore la façon dont elle lisait ses œuvres, jamais aussi bien mises en valeur que par sa propre voix (never heard to so much advantage as from her own mouth).
C'est aussi la première présentation de Jane Austen comme auteur, et comme auteur majeur digne de figurer dans une bibliothèque, « aux côtés d'une D'Arblay et d'une Maria Edgeworth » (placed on the same shelf as the works of a D'Arblay and an Edgeworth), alors que sa réserve naturelle et ses doutes sur son propre talent avaient poussé toute sa vie l'écrivain à préserver le plus possible son anonymat. Cette notice, levant cet anonymat et la faisant connaître du public, reste la seule information biographique disponible sur l'auteur pendant plus de cinquante ans, avant que ne soit publié en 1870 A Memoir of Jane Austen, première biographie détaillée, écrite par son neveu James Edward Austen-Leigh.

### Traductions françaises

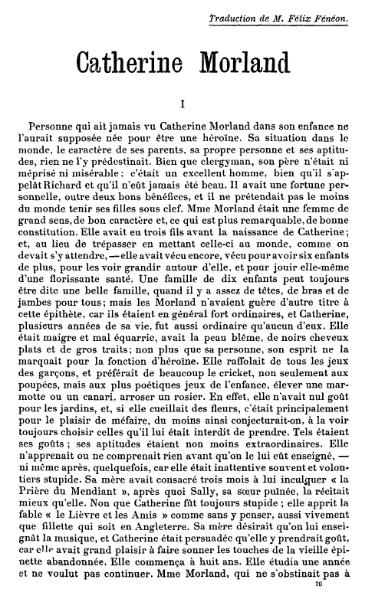
Incipit de Catherine Morland de Félix Fénéon dans la Revue blanche.

Au début du XXIe siècle, il n'existe que quatre traductions de Northanger Abbey en français.
La première traduction, signée Mme Hyacinthe de F*****, paraît en 1824 chez Pigoreau. Titrée L'Abbaye de Northanger, cette traduction, précise mais assez terne, comportant des coupures, surtout vers la fin, ne voit pas toujours l'ironie et affaiblit les intentions parodiques de Jane Austen. Elle est éclipsée par celle de Félix Fénéon, à la fin du XIXe siècle, une des rares traductions d'Austen par un écrivain, souvent décrite comme excellente, en tout cas la première véritable traduction française d'un roman de Jane Austen, réussissant à capter le style de l'auteur et son sens du rythme.
Ayant trouvé, en 1894 Northanger Abbey dans la bibliothèque de la prison où il attendait, en tant qu'anarchiste présumé, le procès des Trente, Fénéon en entreprend la traduction pour lutter contre l'ennui. Il en change le titre en Catherine Morland, estimant que l'original « suinte » la religion, la fait relire par le poète anglais John Gray, puis publier en 1898 par La Revue Blanche, qu'il dirige. Pour le poète américain Stuart Merrill, qui avait porté à Fénéon emprisonné le nécessaire dictionnaire anglais, c'est un « honneur » pour Jane Austen d'avoir été traduite par ce « strict, exact et méticuleux styliste ». Jean Paulhan trouve la traduction de Fénéon « admirable » et note qu'il traduit Jane Austen « moins qu'il ne la réinvente ». Gallimard, qui en possède les droits, l'a rééditée régulièrement jusqu'en 1980.
Les traductions suivantes, celle de Josette Salesse-Lavergne (Chez Bourgois) et celle de Pierre Arnaud (chez Gallimard) sont bien plus récentes, datant respectivement de 1980 et de 2000. Ellen Moody, qui a comparé la traduction de Fénéon aux deux dernières, trouve qu'elle est plutôt une paraphrase distanciée, amusée et parfois écourtée, qu'une métaphrase ou reformulation littérale. Elle lui préfère celle d'Arnaud, qu'elle considère comme étant constamment proche de l'original, bien qu'un peu pédante et guindée, et juge en revanche celle de Salesse-Lavergne comme la plus faible des trois.
Avec la parution en deux volumes des œuvres complètes (2014) de Jane Austen dans la Bibliothèque de la Pléiade (Gallimard), les romans ont été retraduits par Pierre Goubert (1930-2020).

## L'histoire

### Résumé de l'intrigue

#### Volume I

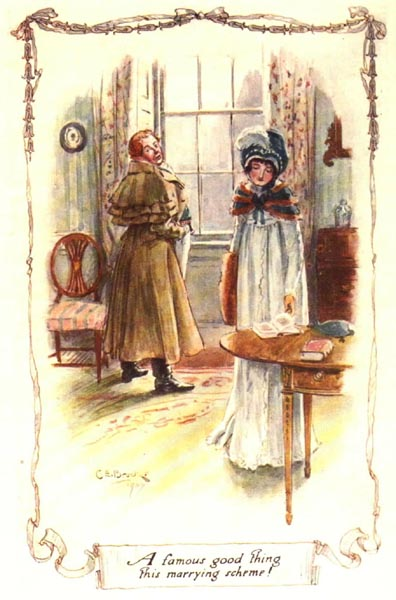
John Thorpe entreprend Catherine sur le chapitre du mariage, en faisant montre de toute la subtilité dont il est capable (I, XV ; illustration de 1907 de C. E. Brock).

À 17 ans, après une enfance et une adolescence passées dans le presbytère de Fullerton à jouer au cricket avec ses nombreux frères ou à parcourir la campagne anglaise à cheval, la jeune et naïve Catherine Morland commence à s'intéresser à la toilette et prend conscience que son allure gauche et sa silhouette anguleuse ont fait place à une apparence nettement plus féminine et plus attrayante. C'est alors qu'elle est invitée par des voisins de ses parents, Mr. et Mrs. Allen, à séjourner avec eux pendant quelques semaines à Bath, ville thermale chic, très prisée de la bonne société anglaise.
Arrivée à Bath, Catherine fait la connaissance d'un jeune homme plein d'esprit, Henry Tilney, que lui présente Mr King, maître des cérémonies des Lower Rooms de Bath. Plus tard dans le roman, elle fera la connaissance d'Eleanor, jeune sœur d'Henry, belle et élégante jeune fille un peu réservée, mais très attachante.
C'est également aux Assembly Rooms qu'elle rencontre Isabella Thorpe, jeune fille charmante et avertie des choses du monde, ainsi que son frère John, fort imbu de sa personne, mais qui se révèle être un ami de James Morland, l'un des frères de Catherine. Outre ses vantardises, John Thorpe révèle bientôt une fâcheuse propension aux mensonges les plus éhontés, auxquels il recourt pour convaincre Catherine de l'accompagner dans son gig lors d'une excursion à Blaize Castle (chapitre XI).
Après la piteuse conclusion de cette excursion avortée, Catherine répond avec empressement à la proposition d'Eleanor et d'Henry de se joindre à eux pour une promenade à pied à Beechen Cliff, la colline ombragée de verdure située juste au sud de Bath, de l'autre côté de l'Avon qu'elle surplombe.

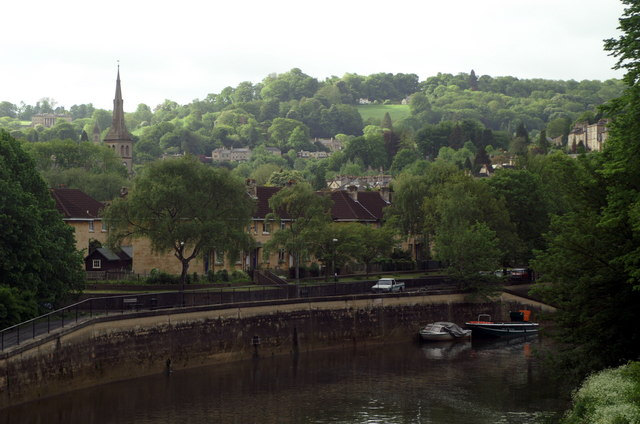
Vue de Beechen Cliff, en regardant vers le sud-est à partir de l'Avon.

Là, une longue discussion littéraire et philosophique se déroule entre Henry, Eleanor et Catherine, à laquelle cette dernière prend le plus grand plaisir (chapitre XIV).
Catherine et Isabella, devenues très vite les meilleures amies du monde et unies par un intérêt commun pour le roman gothique, voient leur amitié se porter à son comble lorsque Isabella apprend à Catherine qu'elle et James se sont mutuellement déclaré leur flamme. John Thorpe en profite alors pour commenter l'événement à Catherine, en lui faisant remarquer que le mariage est décidément une bien belle chose (chapitre XV)...

#### Volume II
À Bath toujours, Catherine Morland fait connaissance du frère aîné d'Henry Tilney, le capitaine Frederick Tilney, séduisant, mais sans les scrupules de son frère à l'égard des femmes. Aussi, lorsqu'il invite Isabella à danser, alors que James vient tout juste de partir demander le consentement de ses parents à son mariage avec Isabella, Catherine est-elle stupéfaite de voir son amie accepter, après s'être pourtant déclarée au désespoir du départ de son fiancé. Mais Catherine n'est pas au bout de ses surprises : Isabella l'entreprend, pour le compte de son frère John, très épris d'elle et auquel, selon ses dires, elle aurait donné des signes très nets d'encouragement (Volume II, chapitre III).
Le père d'Henry et d'Eleanor, le général Tilney, qui se montre décidément très aimable avec elle, l'invite peu après à séjourner à Northanger Abbey, vieille demeure anglaise où Catherine trouve bientôt de quoi satisfaire son imagination débordante nourrie par des romans gothiques comme Les Mystères d'Udolphe, et attisée par les remarques narquoises d'Henry. Son intérêt se porte tout d'abord sur un vieux coffre imposant, à la serrure d'argent ternie par l'âge, qu'elle découvre dans un recoin de sa chambre. C'est ensuite un vieux cabinet laqué noir et jaune qui attire son attention ; dans ses tiroirs, elle finit par découvrir un vieux manuscrit qui, au matin, s'avère n'être qu'une ancienne note de blanchisserie (Volume II, chapitre VII)...

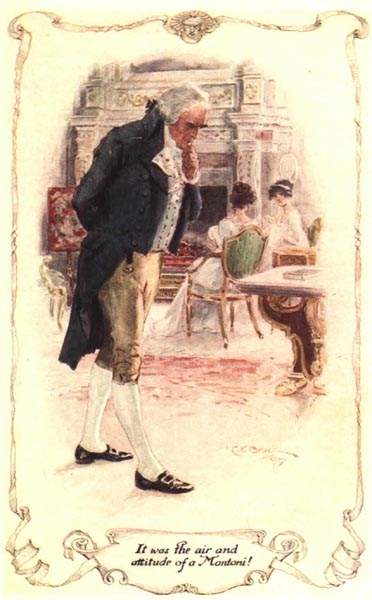
Catherine Morland voit dans le général Tilney un nouveau Montoni (II,, illustration de 1907 de C. E. Brock).

Peu après, lors d'une conversation avec Miss Tilney, Catherine entend pour la première fois parler de la mère d'Henry et Eleanor, morte alors que cette dernière n'avait que treize ans. Les circonstances de ce décès, survenu brutalement neuf ans auparavant sans qu'Eleanor puisse revenir assister aux derniers instants de sa mère, et la froideur à l'égard du souvenir de son épouse que Catherine a cru discerner derrière le visage affable que lui présente toujours le général, l'amènent aussitôt à imaginer qu'il a pu assassiner sa femme. Toute à son idée, la jeune fille s'en va en cachette explorer la chambre de Mrs Tilney, en quête de quelque indice, et manque d'y être surprise par Henry, qui, devinant les épouvantables soupçons qui l'ont menée là, la sermonne sur son imagination (Volume II, chapitre IX).
C'est pour Catherine une brutale prise de conscience : honteuse de ses excès, elle renonce à ses folles idées. Peu après, une lettre de son frère James lui apprend sa rupture d'avec Isabella, provoquée par la conduite légère de sa fiancée face aux avances du capitaine Tilney.
Cependant Catherine est enchantée par la visite à Woodston, du presbytère d'Henry, au charme si simple. Elle découvre toute l'hypocrisie d'Isabella, rejetée par le capitaine Tilney et qui cherche en elle un avocat pour plaider son retour en grâce auprès de James. Suit un séjour paisible à Northanger Abbey en la seule compagnie d'Eleanor, en l'absence du général ; mais un soir, à onze heures, bien après le souper, un carrosse arrive… Et c'est une Eleanor décomposée qui vient annoncer à Catherine que le général vient de revenir et qu'il la chasse de l'abbaye, sans un mot d'explication, l'obligeant à rentrer à Fullerton en affrontant seule les difficultés d'un tel voyage.
Revenue sans encombre chez ses parents, Catherine se morfond en pensant à Henry et Eleanor, perdus pour elle. Après deux jours passés dans une morne apathie, comme elle demeure, indifférente à ce qui l'entoure, dans une torpeur dont rien ne peut la sortir, sa mère s'inquiète des moyens de dissiper cette morosité. C'est alors qu'arrive Henry Tilney, venu lui donner des explications sur le comportement de son père : John Thorpe, avec son habituelle mythomanie, avait initialement présenté Catherine comme une riche héritière, pouvant espérer dix ou quinze mille livres de ses parents, et le domaine de Fullerton, que lui lègueraient bien certainement les Allen. Lorsque ensuite, pour venger sa sœur et lui-même de leurs espérances matrimoniales déçues, il a expliqué au général qu'on l'avait trompé et que la situation de fortune de Catherine était plus que médiocre, ce dernier est entré dans une violente colère, chassant tout d'abord Catherine, puis ordonnant ensuite à son fils de l'oublier.
Mais tout se termine bien : Henry qui s'est révolté avec indignation contre la volonté de son père, est venu demander la main de Catherine. Et moins d'un an après, Eleanor obtient le consentement du général à son mariage et, du coup, à celui de Henry et Catherine, ce qu'il lui accorde lorsqu'il apprend que l'homme qu'elle aime vient d'hériter d'une fortune et d'un titre.

### Principaux personnages

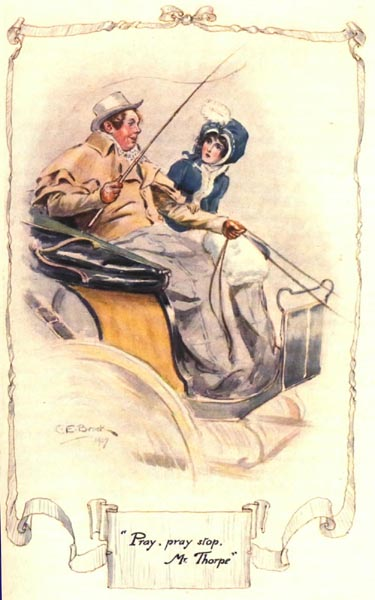
Catherine Morland, enlevée par son « ravisseur », John Thorpe (volume I, chapitre XI).

#### Catherine Morland
L'héroïne de Northanger Abbey est une toute jeune fille de 17 ans, naïve et sans expérience de la société, lorsque commence le roman, en février 1798. C'est la quatrième enfant d'une famille qui en compte dix : trois filles (dont elle est l'aînée) et sept garçons. Leur père, le Révérend Richard Morland, a la charge des âmes du village de Fullerton, dans le Wiltshire.
Après une enfance où elle apparaît comme une sorte de garçon manqué un peu gauche - comportement bien excusable au demeurant, vu le nombre considérable de ses frères - Catherine Morland, est devenue, entre 15 et 18 ans, « presque jolie », et son amour de la boue a fait place à une inclination pour les beaux atours. Elle est désormais prête à devenir l'héroïne du roman, ayant nourri son esprit de toutes les lectures propres à la préparer à cette haute destinée. Derrière la jeune fille naïve, ignorante du monde, mais à l'imagination débordante, Catherine Morland cache en effet une âme sincère et sans arrière-pensée, qui la guidera à travers les embûches du monde extérieur qu'elle va devoir affronter.

#### Originaires de Fullerton

##### James Morland
Frère de Catherine, il est proche de John Thorpe, qui s'est lié d'amitié avec lui à Oxford. Il est tombé amoureux de la sœur de celui-ci, Isabella, qui va à son tour devenir la plus proche amie de Catherine dès leur rencontre.

##### Mr et Mrs Allen
Ils habitent également Fullerton où ils sont les plus proches voisins des Morland. Aisés et sans enfant, ils ont beaucoup d'affection pour Catherine. Mr Allen devant aller prendre les eaux à Bath pour soigner sa goutte, Catherine est invitée à tenir compagnie à sa femme pour un séjour de six semaines.

#### Liés à Northanger Abbey

##### Henry Tilney
Fils cadet du général Tilney, c'est un clergyman de 25 ans qui vient juste d'être ordonné. Il est cultivé, intelligent et intuitif, et aime à se montrer légèrement sarcastique. Il est cependant attentionné et droit, soutenant sa sœur, puis Catherine Morland, contre la tyrannie de leur père. Grand amateur de romans, à l'évidente satisfaction de Catherine, il n'hésite pas à reconnaître son intérêt pour cette forme de littérature, bien différent en cela de John Thorpe, qui fait profession de la mépriser.
Doté d'une bonne éducation appuyée par un solide esprit d'analyse, Henry Tilney, du haut de ses quelque vingt-cinq ans, s'improvise mentor de Catherine, dont il oriente les réflexions sans pouvoir se retenir parfois de quelques taquineries à son encontre. Dans ce rôle, il est alors le porte-parole de Jane Austen dans le roman.

##### Eleanor Tilney
Sœur d'Henry Tilney, âgée elle-même de 22 ans, elle a un joli visage et la taille bien prise. Très élégante et de commerce agréable, elle est cependant beaucoup plus réservée qu'Isabella Thorpe et moins expansive. Elle se révèle pourtant une véritable amie, digne de confiance et dévouée pour Catherine, qui prend peu à peu conscience à son contact d'une certaine vulgarité de manières chez Isabella.

##### Frederick Tilney
Frère aîné d'Henry Tilney, donc héritier du domaine, il sert au 12e Dragon léger (stationné alors à Northampton). C'est un bel homme, qui a grande allure ; mais Catherine le trouve moins engageant que son frère Henry, et son goût comme ses manières sont clairement inférieurs à ceux de son frère cadet. Il n'est pas homme à dédaigner les occasions de conquêtes féminines qui s'offrent à lui ; mais il sait parfaitement où il est de son intérêt de s'arrêter, pleinement conscient que son père n'accepterait jamais un mariage avec une femme sans fortune.

##### Le général Tilney
Lorsqu'elle rencontre le général Tilney, le père d'Henry, Eleanor et Frederick, Catherine apprécie de trouver en face d'elle un homme plein de prestance qui se montre tout à fait charmant, fait le plus grand cas de ses remarques et tient à obtenir son approbation en toutes choses. Face à cette constante sollicitude qui ne manque pas de la surprendre, Catherine se fait une excellente opinion du général, et comprend mal les réticences et la gêne que semblent éprouver Eleanor et Henry Tilney en sa présence.
Elle comprendra beaucoup plus tard que le général ne voyait en elle, bien à tort, qu'une riche héritière qu'il souhaitait voir épouser son fils Henry.

#### Connaissances de Bath

##### Isabella Thorpe
Cette jolie blonde de 21 ans, plus grande que ses deux sœurs, Anna et Maria, est pleine d'assurance, soucieuse d'être à la dernière mode, y compris par le vocabulaire dont elle émaille les brillants papotages dont elle étourdit la naïve Catherine. Après les grandes manifestations d'amitié qu'elle lui prodigue, elle apparaît cependant bien meilleure amie en paroles qu'en acte, car elle est superficielle, volage et intéressée.
Isabella Thorpe est un personnage majeur du roman, par son activité omniprésente tout au long du premier volume, par la façon dont elle se pose dès le début en « maîtresse des cérémonies », organisant l'emploi du temps du quatuor formé par son frère, elle-même et les deux Morland, et enfin par sa relation amoureuse chaotique avec James, le frère de Catherine.

##### John Thorpe
Frère d'Isabella, il poursuit des études à Oxford, dans le même collège que son ami James Morland, le frère aîné de Catherine. John est un solide gaillard quelconque et sans attrait, défaut qu'il compense par la promptitude avec laquelle il vante sans retenue ses propres mérites. Rustre et d'une vanité compulsive, il suit ses propres désirs sans aucune considération pour les sentiments des autres. Cette vanité l'aveugle tant qu'il pense Catherine sensible à son charme. Il croit même l'avoir vue lui donner quelques encouragements, au point qu'il charge sa sœur Isabella de s'entremettre pour lui afin de confirmer ses sentiments à son égard.

## Influences
Le roman porte la marque de l'influence de plusieurs autres écrivains, et, plus particulièrement de trois romancières.

### Fanny Burney

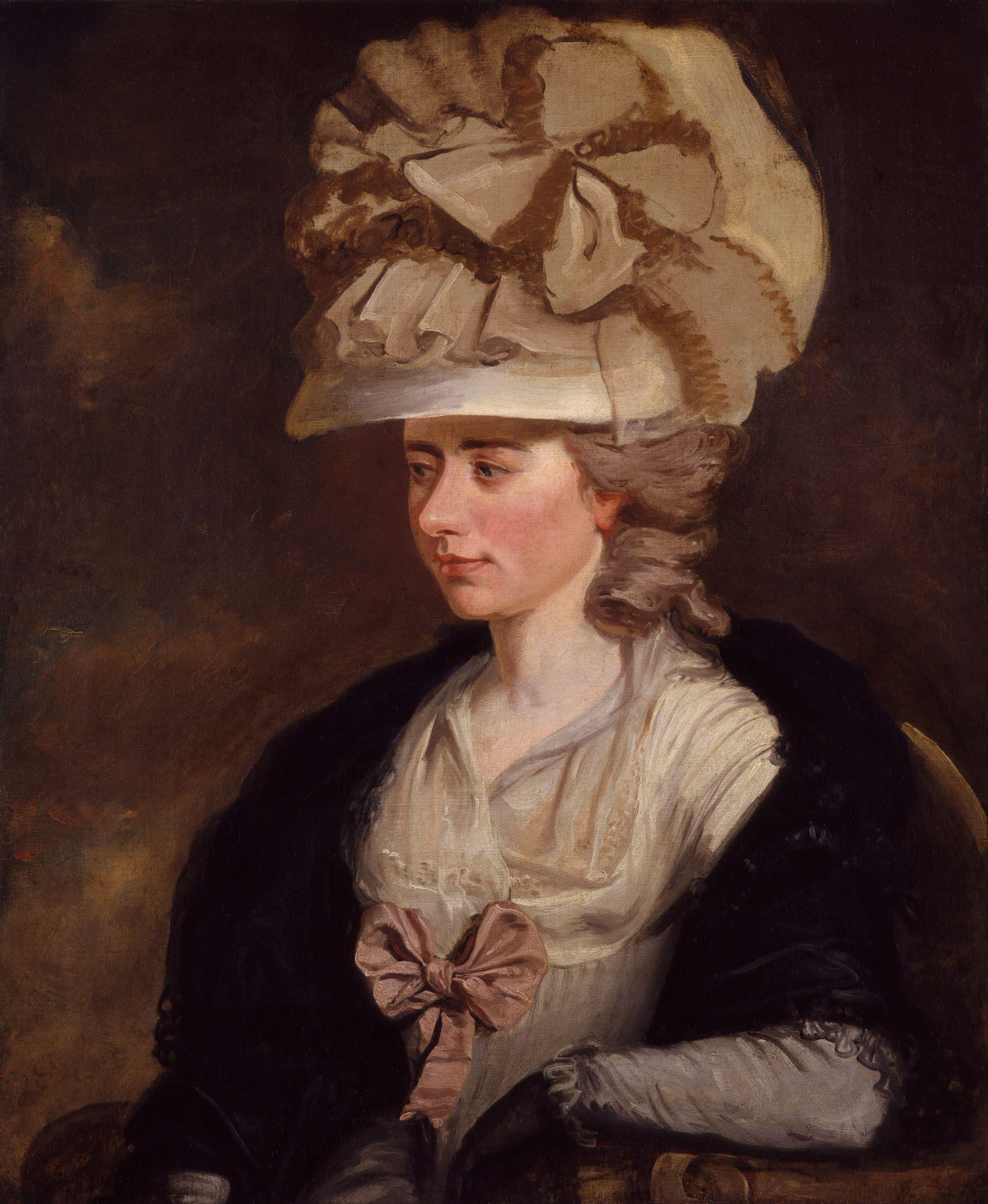
Portrait de Fanny Burney, pionnière du « discours indirect libre ». Peinture de Edward Francisco Burney, 1784-1785.

C'est sans doute le souvenir des romans de Fanny Burney, la romancière préférée de Jane Austen, qui est le plus marquant dans Northanger Abbey. Comme dans Evelina (1778), l'œuvre se passe en partie à Bath ; comme dans Cecilia (1782), le héros appartient à une famille aristocratique ; mais c'est certainement à Camilla, écrit en 1796 et auquel Jane Austen avait souscrit avant même sa publication, que Northanger Abbey doit le plus.
C'est tout d'abord Camilla Tyrold, l'héroïne du roman, qui prête beaucoup de ses traits à Catherine Morland. Comme Camilla est prise en charge par son oncle Sir Hugh Tyrold, Catherine est confiée aux bons soins de Mrs Allen qui, elle non plus, ne sera guère présente ; comme pour Catherine, l'hypothèse qu'elle puisse être l'héritière de son protecteur lui vaut quelques ennuis dans la suite du roman. D'autre part, on retrouve également dans Camilla un mentor, comme l'est Henry Tilney pour Catherine, en la personne d'Edgar Mandelbert, et une belle jeune fille, Indiana, dont les défauts de caractère mettent en valeur les qualités de Camilla, comme ceux d'Isabella Thorpe soulignent celles de Catherine Morland.

### Maria Edgeworth

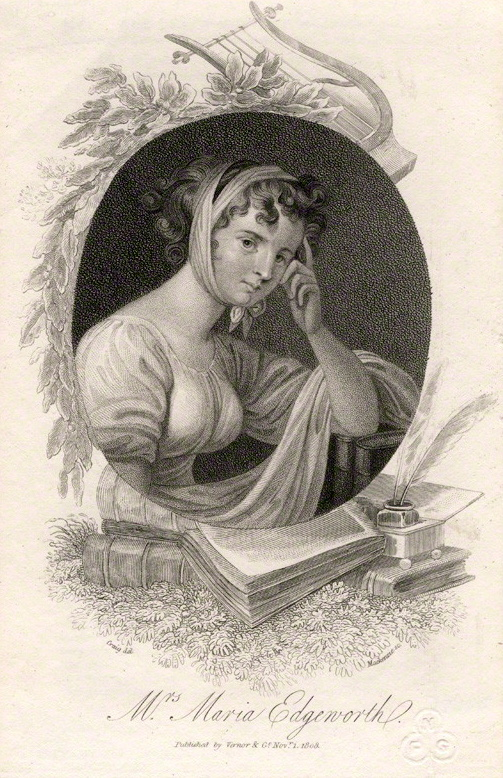
Gravure de Mackenzie représentant Maria Edgeworth, d'après William Marshall Craig (1808).

L'influence de Maria Edgeworth se retrouve elle aussi dans Northanger Abbey, avec son roman paru en 1801, Belinda. Mais il s'agit d'un ajout tardif, et c'est surtout avec son recueil de contes pour enfants, The Parent's Assistant, inspiré de fables françaises et de contes arabes, que Maria Edgeworth est présente dans le roman de Jane Austen. Outre Belinda,  celle-ci peut avoir accès, lors de la révision de Susan en 1802, à la deuxième édition, enrichie de nouveaux contes, du recueil de Maria Edgeworth.

### Ann Radcliffe

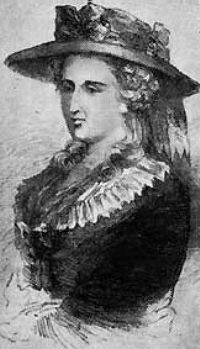
Portrait d'Ann Radcliffe.

Cependant, si les œuvres de Fanny Burney et de Maria Edgeworth s'inscrivent dans la trame du roman et lui confèrent son caractère de « roman d'apprentissage » marquant le passage à l'âge adulte de l'héroïne, celles d'Ann Radcliffe, et plus particulièrement Julia ou les Souterrains du château de Mazzini, La Forêt ou l'Abbaye de Saint-Clair et Les Mystères d'Udolphe en forment la toile de fond « gothique », en particulier dans le second volume. C'est à ces trois–là en effet qu'Henry Tilney fait allusion lorsqu'il décrit les péripéties qui attendent immanquablement les personnages des romans gothiques.
Ils lui servent ainsi d'exemples pour analyser l'apport d'Ann Radcliffe, par rapport à un Horace Walpole et d'autres auteurs moins imaginatifs : au lieu de décrire, en narrateur omniscient, le déroulement des événements et les actions du « méchant » du roman, elle présente la situation en vision subjective, à travers les yeux de l'héroïne. Celle-ci, isolée, entourée d'ennemis ou de faux amis, trouve refuge en un vaste édifice (en général un château gothique...) qui, à la lumière du jour, lui parait offrir un abri face aux dangers extérieurs. Mais, une fois la nuit tombée, l'endroit devient un lieu étrange et hostile, évoquant certains dessins fantastiques de Piranese. C'est alors que l'héroïne montre ses qualités d'âme en entamant, à minuit, l'exploration des sombres passages qui mènent par des portes dérobées à des lieux ignorés et interdits du château du tyran. Après une quête pleine de terreurs réprimées, elle découvre enfin un objet mystérieux - poignard taché de sang, portrait évoquant des traits familiers, ou coffre gigantesque recelant peut-être quelque squelette - véritable « clé » qui explique et ouvre les mystères du passé...

## Thèmes

### Lecture
La lecture, plus précisément celle de romans, apparaît comme un thème essentiel, sinon le thème majeur, de Northanger Abbey, où elle joue des rôles multiples : distraction passionnante, sans pour autant porter à conséquence, elle est aussi un centre d'intérêt qui rapproche ceux qui s'y adonnent, encore assez peu nombreux du fait de la réputation mal établie des romans. Elle est aussi un chemin initiatique, un moyen pour les jeunes esprits de s'ouvrir au monde, en les aidant à différencier peu à peu la réalité de ce qui est du domaine de la fiction, comme reconnaître une amitié véritable et ne pas la confondre avec l'apparence de celle-ci.

#### Roman gothique

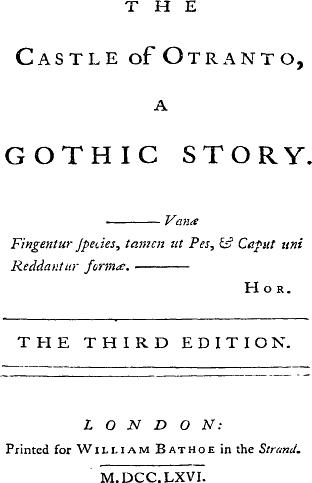
Page de garde du Château d'Otrante, d'Horace Walpole.

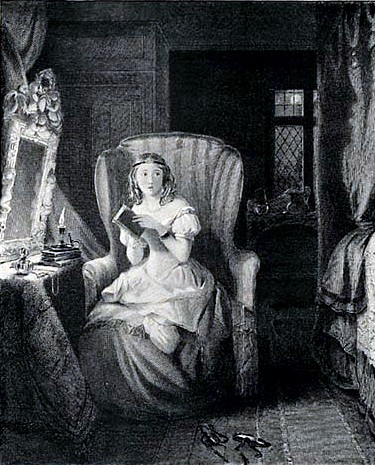
Catherine Morland, cherchant à se faire peur en lisant Les Mystères d'Udolphe à la faible lueur d'une chandelle (Northanger Abbey, 1833).

Northanger Abbey est généralement cité pour le traitement parodique qu'il fait du roman gothique, qui était alors l'un des genres les plus en vogue, visant à emplir le lecteur d'une délectable épouvante.
Ce sentiment s'appuie sur le décor (un vieux château, comme celui du Château d'Otrante ou une vieille abbaye, situés dans un cadre lugubre), sur l'intrigue dramatique, fertile en rebondissements (L'Orpheline du Rhin) et recourant fréquemment au surnaturel (The Necromancer), ainsi que sur des personnages emblématiques : le moine démoniaque (Le Moine, The Midnight Bell), le « méchant » sombre et tourmenté qui persécute l'héroïne (Montoni dans Les Mystères d'Udolphe, ou encore le comte Manfred dans Le Château d'Otrante). Cette héroïne sera, par exemple dans Les Mystères d'Udolphe, la ravissante Emily St. Aubert, sauvée par le héros Valancourt. Tous ces thèmes et ces personnages parfaitement connus des contemporains de Jane Austen, constituent la trame de Northanger Abbey.
De façon plus anecdotique, Northanger Abbey établit une anthologie sélective du roman gothique d'alors. Isabella Thorpe, l'amie de Catherine Morland, a en effet relevé une liste de sept « romans abominables » (horrid novels) dans son petit carnet de poche, liste qu'elle recommande chaudement à son amie Catherine. Les romans en question ont tous été formellement identifiés en 1927 par Michael Sadleir, et ont été réédités en 1968 par the Folio Society sous le titre The Northanger Set of Jane Austen Horrid Novels. Ce sont :
- The Midnight Bell (1798) (La Cloche de minuit), de Francis Lathom ;
- The Castle of Wolfenbach (1793) (Le Château de Wolfenbach), de Mrs Eliza Parsons
- Clermont (1798), de Regina Maria Roche ;
- The Mysterious Warning[N 9] (1795) (Le Mystérieux Avertissement), de Mrs Eliza Parsons ;
- The Necromancer; or, The Tale of the Black Forest (1794) (Le Nécromancien, ou le Conte de la Forêt-Noire), de Karl Friedrich Kahlert, traduction anglaise de Peter Teuthold ;
- The Orphan of the Rhine (1798) (L'Orpheline du Rhin), d'Eleanor Sleath ;
- Horrid Mysteries (1796) (Mystères abominables), de Karl Grosse (traduction de Peter Will).

Cette liste est souvent citée, puisqu'elle représente la quintessence des romans gothiques les plus effrayants de l'époque et que la sélection a été faite par Jane Austen. Elle constitue également une liste des meilleurs titres du genre chez Minerva Press, fondée en 1790 par William Lane, qui s'était fait une spécialité de la publication de romans gothiques « horrifiques », destinés à un public féminin de la petite classe moyenne : en effet, six des sept romans cités ont été publiés par Minerva Press, la seule exception étant The Midnight Bell.

#### Roman initiatique
Northanger Abbey présente le caractère d'un conduct novel, ces « romans d'apprentissage » anglais dont le héros, ou l'héroïne, passe de l'adolescence à l'âge adulte en suivant un chemin initiatique. Au travers d'épreuves, de déceptions, de confiance trahie, Catherine Morland découvre la réalité de la vie, apprend à reconnaître l'amitié véritable en la distinguant du miroir aux alouettes des apparences, et s'avise enfin que le monde réel ne se conforme pas forcément aux conventions de la littérature qu'elle aime. D'ailleurs, plusieurs des livres évoqués dans le volume I de Northanger Abbey, comme Camilla et Cecilia, de Fanny Burney, Belinda, de Maria Edgeworth (au chapitre V), ou encore Sir Charles Grandison, de Richardson (au chapitre VI) ont également pour thème la périlleuse entrée dans le monde des adultes d'une héroïne vulnérable et sans expérience. Les romans gothiques d'Ann Radcliffe qui servent de toile de fond à Northanger Abbey - tels que Les Mystères d'Udolphe, La Forêt ou l'Abbaye de Saint-Clair ou Julia ou les Souterrains du château de Mazzini - ont eux-mêmes recours à des intrigues analogues, amplifiant simplement les dangers qui parsèment le parcours de l'héroïne vers le monde adulte. Aussi n'est-il pas si aisé de séparer à cet égard les genres pourtant apparemment bien différents du roman gothique et des romans initiatiques de Richardson et Fanny Burney.
Jane Austen s'est également inspirée du recueil de contes pour enfants publié par Maria Edgeworth en 1796, The Parent's Assistant, qu'elle tenait en haute estime pour la façon dont il préparait les enfants aux réalités du monde moderne, tourné vers l'économie de marché, en les invitant à prendre conscience de la véritable valeur des choses, sans s'arrêter à leur seule séduction immédiate (comme dans le conte The Purple Jar). Jane Austen montre ainsi, et moque la vaine agitation qui s'empare de Mrs Allen, d'Isabella, et même de Catherine, lorsqu'il s'agit de la coiffure qui orne leur tête, ou encore la façon dont Mrs Allen ne manque pas de remarquer la dentelle qui décore la pelisse de son amie Mrs Thorpe, se donnant ainsi, aux yeux du lecteur, le ridicule d'ériger dentelle et mousseline en mesure de l'importance des choses.

### Défense du roman et des romanciers

#### Contexte
En plusieurs occasions, les héros de Jane Austen prennent la défense des romans. C'est particulièrement évident dans Northanger Abbey, par la voix de Catherine Morland et de Henry Tilney, et dans le long développement, souvent commenté, de la fin du chapitre V (Jane Austen y utilise à peu près les mêmes termes qu'utilise plus tard Margaret Oliphant).
Les romans connaissent alors une grande vogue, en particulier auprès des femmes, dont l'éducation a considérablement progressé au cours du XVIIIe siècle. D'ailleurs, ce sont elles qui se trouvent à l'origine de cette évolution, puisqu'on estime qu'entre 1692 et la fin du XVIIIe siècle, la majorité des romans est écrite par des auteurs féminins. Mais la culture masculine, qu'incarnent à la fin du XVIIIe siècle Swift ou Pope, voit d'un mauvais œil l'intrusion de female wits (« de femmes d'esprit ») dans la littérature ; d'ailleurs, un jeu de mots facile permet de salir ces auteurs en assimilant les « femmes publiées » aux « femmes publiques », c'est-à-dire aux prostituées (female publication = public woman).
Ce n'est que très progressivement, tout à la fin du XVIIIe siècle, que la réputation du roman commence à s'améliorer, avec Clara Reeves et son ouvrage The Progress of Romance (1785) tout d'abord, puis avec Joanna Baillie et William Godwin, précisément à l'époque où Jane Austen écrit Northanger Abbey (1797-1798).
Aussi, la défense des romans constitue-t-elle du même coup chez Jane Austen un plaidoyer en faveur des romancières, d'autant plus nécessaire que certaines d'entre elles dénigrent elles-mêmes le genre : ainsi Maria Edgeworth, lorsqu'elle présente Belinda, préfère l'appeler un « conte moral » (moral tale) plutôt qu'un « roman » (novel), considérant que « tant de sottise, d'erreur et de vice parsèment des livres catalogués sous cette [dernière] appellation, que j'espère que le choix de retenir [la première] qualification sera attribué à une intention louable et non au pinaillage ».

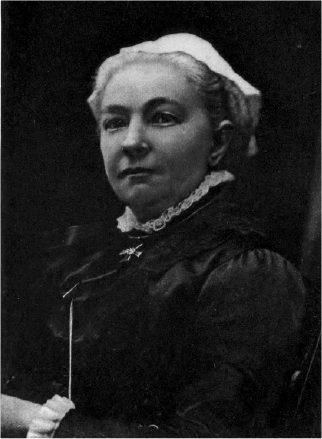
Margaret Oliphant qui, après Jane Austen, prend en 1882 la défense du roman féminin face à la « noble poésie » des hommes.

Car le roman, à son époque, n'a pas l'aura de la poésie, genre noble par excellence. Aussi, Margaret Oliphant, essayiste, historienne et mère de cinq enfants, note-t-elle en 1882 que, si la culture britannique célèbre les hommes pour être à l'origine du flux de noble poésie au tournant du XVIIIe et du XIXe siècle, « elle néglige l'émergence soudaine, à la même époque, d'une forme purement féminine du génie littéraire » (negligent of the sudden development of purely feminine genius at the same great era).

#### Analyse du chapitre V
Au cours du chapitre V, l'amitié de plus en plus forte qui lie Catherine Morland et son amie Isabella Thorpe se traduit, dit la voix narratrice, par le fait qu'elles s'enferment ensemble pour lire des romans. Et elle ajoute, dans un plaidoyer pro domo où la romancière intervient à la première personne : « Je ne ferai pas mienne cette habitude bien peu généreuse et bien peu politique si fréquente chez les romancières, de rabaisser par leurs critiques méprisantes les réalisations mêmes auxquelles elles ont elles-mêmes contribué ». Dans cette défense des romans où elle prend elle-même position, Jane Austen veille à ne citer que ceux qu'elle tient en plus haute estime, Cecilia, et Camilla, de Fanny Burney, ou encore Belinda de Maria Edgeworth. Mais Ann Radcliffe n'est pas admise dans ce panthéon.

### Lieux et modes de vie

#### Bath

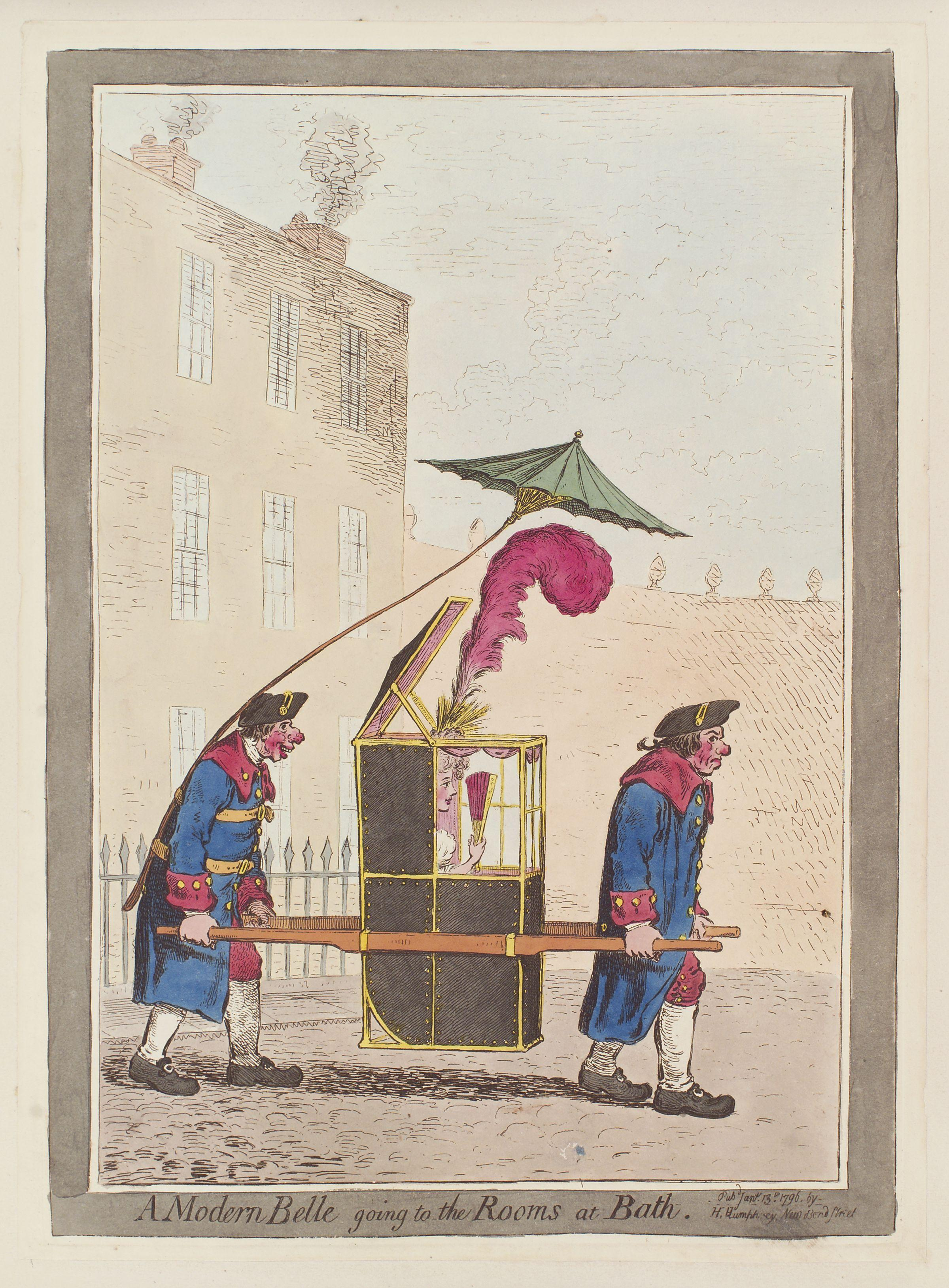
Élégante se rendant aux Assembly Rooms, à l'époque où Jane Austen commence Susan, le futur Northanger Abbey (caricature de James Gillray de 1796).

Même si le roman a pour titre Northanger Abbey, ce n'est pas à l'abbaye que se passe l'essentiel de l'action, mais bien à Bath, où Catherine Morland arrive dès le chapitre II du volume I - tôt au mois de février, alors que la saison bat son plein - pour ne venir à l'abbaye de Northanger qu'au chapitre V du volume II.
Lorsqu'elle entreprend l'écriture de Susan, Jane Austen connaît Bath pour y avoir passé quelques semaines avec sa mère et sa sœur Cassandra à la fin de l'année 1797. Là, elles demeurent chez le frère de Mrs Austen et sa femme, Mr et Mrs Leigh-Perrot, qui ont l'habitude de passer les mois d'hiver dans une haute maison de ville, sise au no 1, Paragon Buildings, qui surplombe la vallée de l'Avon, Jane Austen et Cassandra s'installent d'ailleurs bientôt durablement à Bath, lorsque leur père, à la fin de l'année 1800, décide d'aller y prendre sa retraite. Sans doute ce deuxième séjour a-t-il contribué à donner une vision assez différente de Bath dans l'autre Bath novel (« roman de Bath ») de Jane Austen, Persuasion.
Ville d'eau bien connue comme telle depuis l'époque romaine, Bath est une ville touristique, même si son développement à l'époque où se situe Northanger Abbey repose largement sur la visite qu'y a effectuée pour raisons de santé la reine Anne (1665–1714) au début du XVIIIe siècle. C'est également à cette époque qu'y arrive Richard « Beau » Nash (1674–1762), qui en devient bientôt le maître des élégances. À la fin du XVIIIe siècle cependant, le succès même de Bath conduit déjà la ville vers son déclin, du fait des « nouveaux riches » et des nombreux retraités de la classe moyenne qui y affluent, attirés par sa réputation.

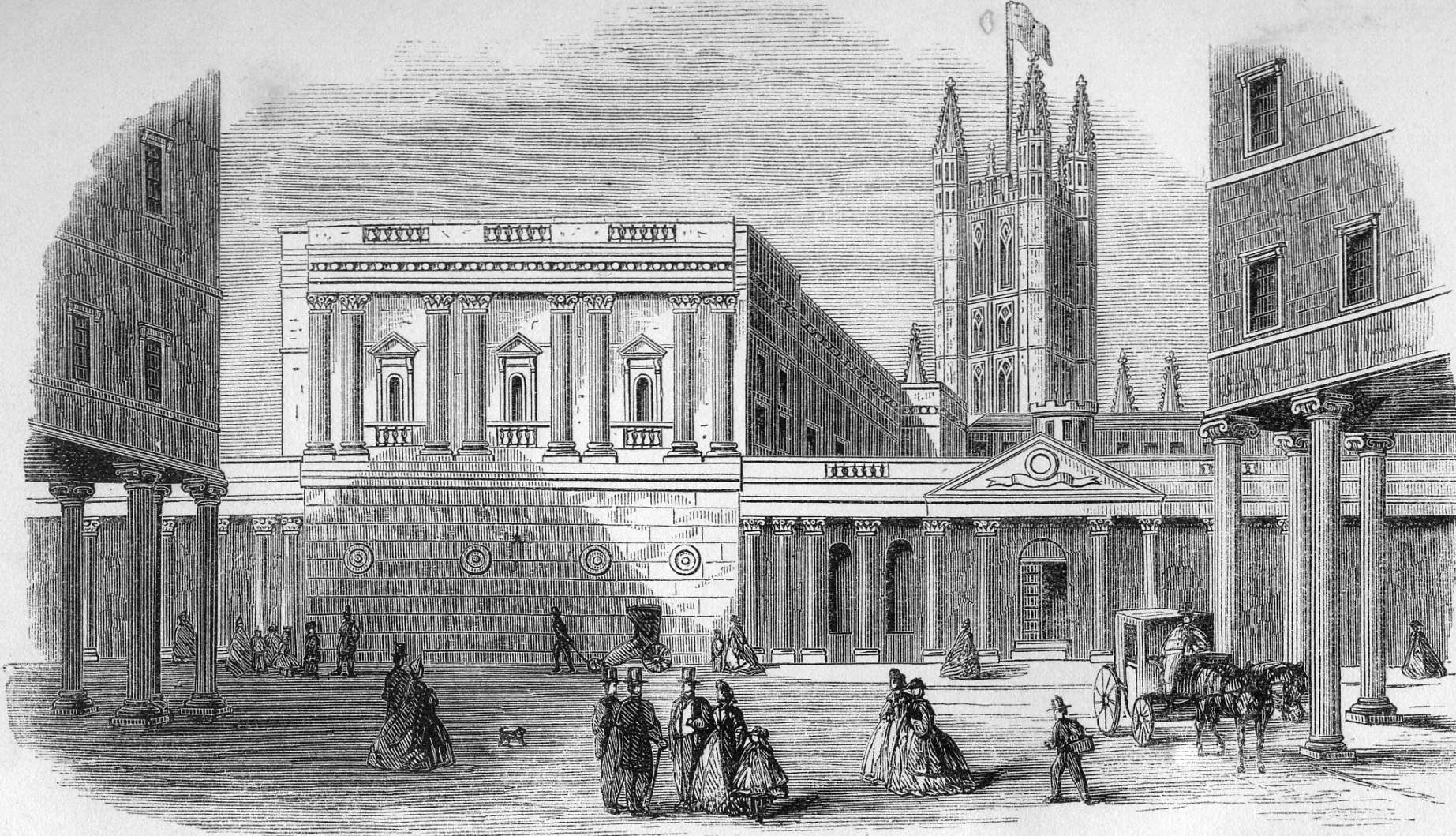
L'entrée de la Pump Room, et l'extérieur des thermes de Bath, situés juste à côté. Les Lower Rooms sont elles-mêmes à moins de 300 mètres en direction de l'est, en allant vers l'Avon.

C'est dans ce contexte que les Allen, accompagnés de Catherine, viennent s'y installer, en principe pour six semaines, dans une confortable habitation de Great Pulteney Street, nouvellement construite sur la rive est de l'Avon, qui la sépare du centre de Bath. Détail intéressant, voire révélateur, il semble que ni Catherine ni les Allen n'aillent prendre les eaux à aucun des établissements pourtant situés près de la Pump Room, la Buvette attenante aux thermes où chaque nouvel arrivant doit venir signer son nom dans le livre d'or et boire un verre de l'eau des thermes.
Pour sa première sortie dans le monde, Catherine se rend aux Upper Rooms, situées dans Bennet Street, tout au nord de la ville, près de la majestueuse place The Circus. Là, elle découvre la folle agitation mondaine de la ville, car la salle de bal est si pleine de monde qu'elle n'arrive ni à trouver un danseur, ni même à apercevoir ceux qui sont parvenus à atteindre la piste de danse. Ce n'est que plus tard, aux Lower Rooms, situées au sud-est de la ville, tout près de l'Avon, pas très loin de la Pump Room, qu'elle parvient finalement à danser avec Henry Tilney. Ces anciennes Lower Rooms, situées à l'endroit où se trouvent maintenant les Parade Gardens, ont été détruites par un incendie en 1820.
Catherine Morland ayant ainsi découvert les hauts lieux de Bath, et lié connaissance à la fois avec la famille Thorpe et la famille Tilney, l'intrigue du roman peut alors se mettre en place.

#### L'abbaye de Northanger

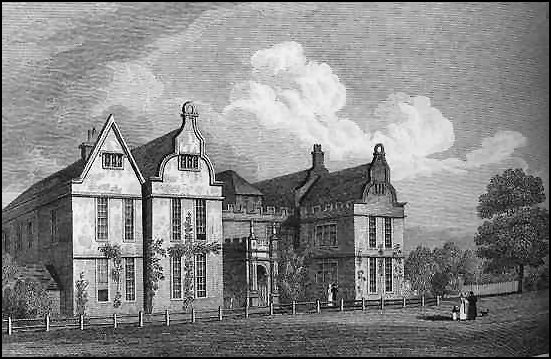
Vieille abbaye anglaise (ancienne gravure de Delapre Abbey, à Northampton).

Si Bath est le lieu où se déroule l'essentiel du volume I du roman, c'est à l'abbaye de Northanger que se déroule la plus grande partie du volume II.
L'abbaye de Northanger, la demeure familiale des Tilney, constitue pour Catherine Morland la réalisation d'un rêve : quel plus beau cadre peut-on imaginer pour un roman gothique qu'une vieille abbaye ? Comme elle se le dit elle-même, « Avec toutes les chances qu'elle avait contre elle que ce soit une maison, un Hall, un lieu-dit, un Park, un Court ou un cottage, Northanger se révéla être une abbaye » (« With all the chances against her of house, hall, place, park, court, and cottage, Northanger turned up an abbey. »).
Comme le laisse entendre Eleanor à Catherine, l'abbaye a jadis été un couvent richement doté à l'époque de la Réforme, acquis par un ancêtre des Tilney lors de la Dissolution des monastères, au milieu du XVIe siècle, dont de nombreux éléments ont été conservés lorsque Catherine Morland s'y rend. À la suite de la dissolution en effet, de nombreux couvents avaient été remaniés par leurs nouveaux propriétaires pour en faire leur résidence, et Jane Austen était sans doute familière de telles abbayes reconverties, comme Lacock Abbey dans le Wiltshire, qu'elle avait pu visiter en se rendant à Bath avec sa famille en 1797. Elle visitera aussi en 1806 avec sa mère Stoneleigh Abbey, une très vaste demeure à l'allure de prison dans le Warwickshire, héritée cette année-là par le révérend Thomas Leigh, cousin de Mrs Austen.

#### Vie moderne

##### Les «améliorations» apportées à l'abbaye de Northanger

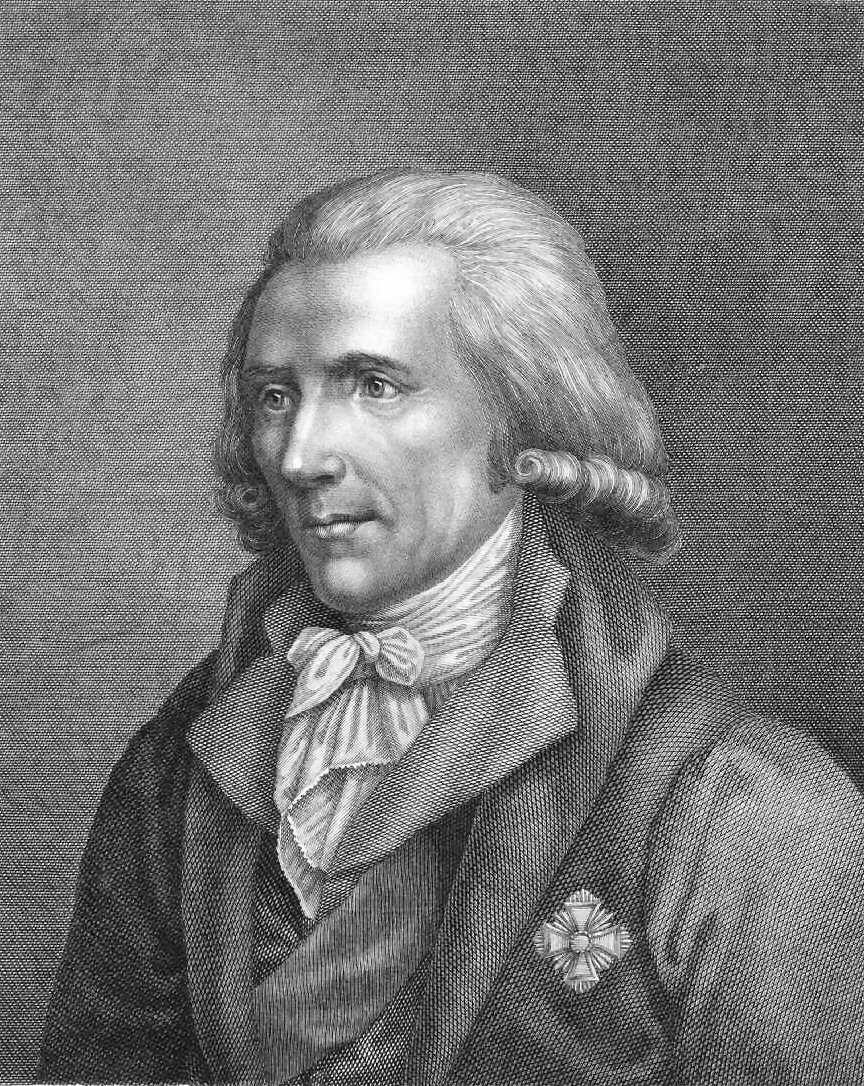
Benjamin Thompson, qui invente en 1796 le foyer ultra-moderne que le général Tilney fait installer dans le salon de l'abbaye de Northanger.

L'un des arguments avancés par Brian Southam pour soutenir l'idée que Jane Austen a sensiblement remanié l'ouvrage bien après 1803, et probablement en 1816, est lié à la proximité des thèmes qu'il relève entre Northanger Abbey et Sanditon, le tout dernier roman de l'auteur, écrit, lui, en 1817. Sanditon développe en effet des thèmes d'un modernisme inattendu, évoquant une société de consommation où la promotion immobilière bat son plein, et où la spéculation et l'afflux des touristes génèrent une inflation qui en inquiète certains. Sans aller aussi loin, Northanger Abbey aborde de nombreux aspects modernes, en particulier au travers du général Tilney, grand amateur des dernières techniques de pointe.
Au grand désespoir de Catherine, en effet, la vénérable abbaye de Northanger a subi aux mains de son propriétaire de nombreuses « améliorations » (improvements) technologiques : l'antique et majestueuse cheminée sculptée qu'elle espérait trouver dans le salon a été remplacée par un foyer sans fumée inventé deux ans auparavant par Sir Benjamin Thompson ; les fenêtres, dont le général lui avait dit avoir respectueusement préservé l'aspect gothique, ont certes conservé leur forme caractéristique, mais leurs vitraux, loin d'être revêtus de toiles d'araignée comme elle l'avait espéré, se révèlent être modernes et lumineux.
Le général Tilney s'adonne au modernisme dans bien d'autres domaines : il se livre ainsi à la culture de fruits exotiques, à grand renfort de serres chauffées, de façon à pouvoir les servir à sa table hors saison. Quant à l'organisation des cuisines, le général l'a voulue aussi rationnelle et performante que possible, au détriment du cachet de cette partie de l'ancienne demeure. Sa quête systématique de l'efficacité témoigne de son appartenance à cette riche gentry gagnée désormais aux idées du capitalisme.

##### Opposition entre riches et pauvres

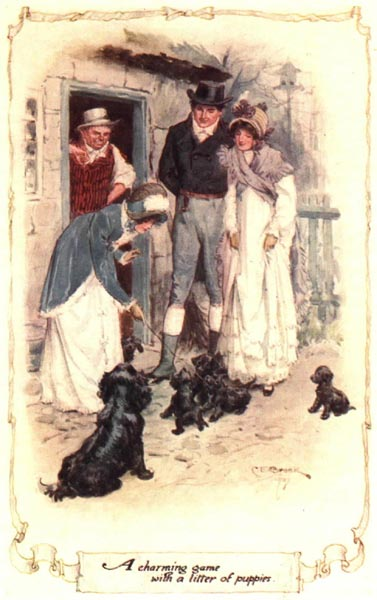
Catherine Morland, en visite au presbytère d'Henry, à Woodston, redécouvre les plaisirs simples de la campagne, loin de l'aristocratique abbaye de Northanger (volume II, chapitre XI).

De façon plus générale, Jane Austen oppose dans Northanger Abbey l'esprit moderniste des « améliorateurs », les improvers, au sens des vraies valeurs traditionnelles dont font preuve Henry Tilney et Catherine Morland. Cette dernière témoigne de beaucoup plus d'intérêt pour la vie à Woodston, le village plein de vie où se trouve le presbytère d'Henry, que pour le confort moderne et froid qu'offre l'abbaye de Northanger, rénovée par les soins du général.
La montée d'une riche aristocratie terrienne entraîne en effet dans les années 1790 un appauvrissement corrélatif des habitants des campagnes anglaises : c'est en particulier la question des enclosures, qui bouleverse la vie du monde agricole dans plusieurs régions d'Angleterre, avec l'étape de l’Enclosure (Consolidation) Act de 1801.
Pourtant, cette question des enclosures n'était pas la seule à échauffer les esprits d'alors : ainsi, en 1795, quatre ans à peine avant que Jane Austen ne s'attelle à son roman, une mauvaise récolte offrit l'occasion aux riches fermiers et aux marchands de grain d'accroître leurs profits en réduisant davantage encore leurs livraisons de blé dans l'espoir, couronné de succès, de faire monter le prix du pain. Cette manœuvre spéculative, connue sous le nom de forestalling, qui entraîna l'enrichissement visible des uns et l'appauvrissement, voire la disette, chez les autres, est condamnée à deux reprises par Lord Kenyon, le Lord Chief Justice, comme contraire au droit coutumier.

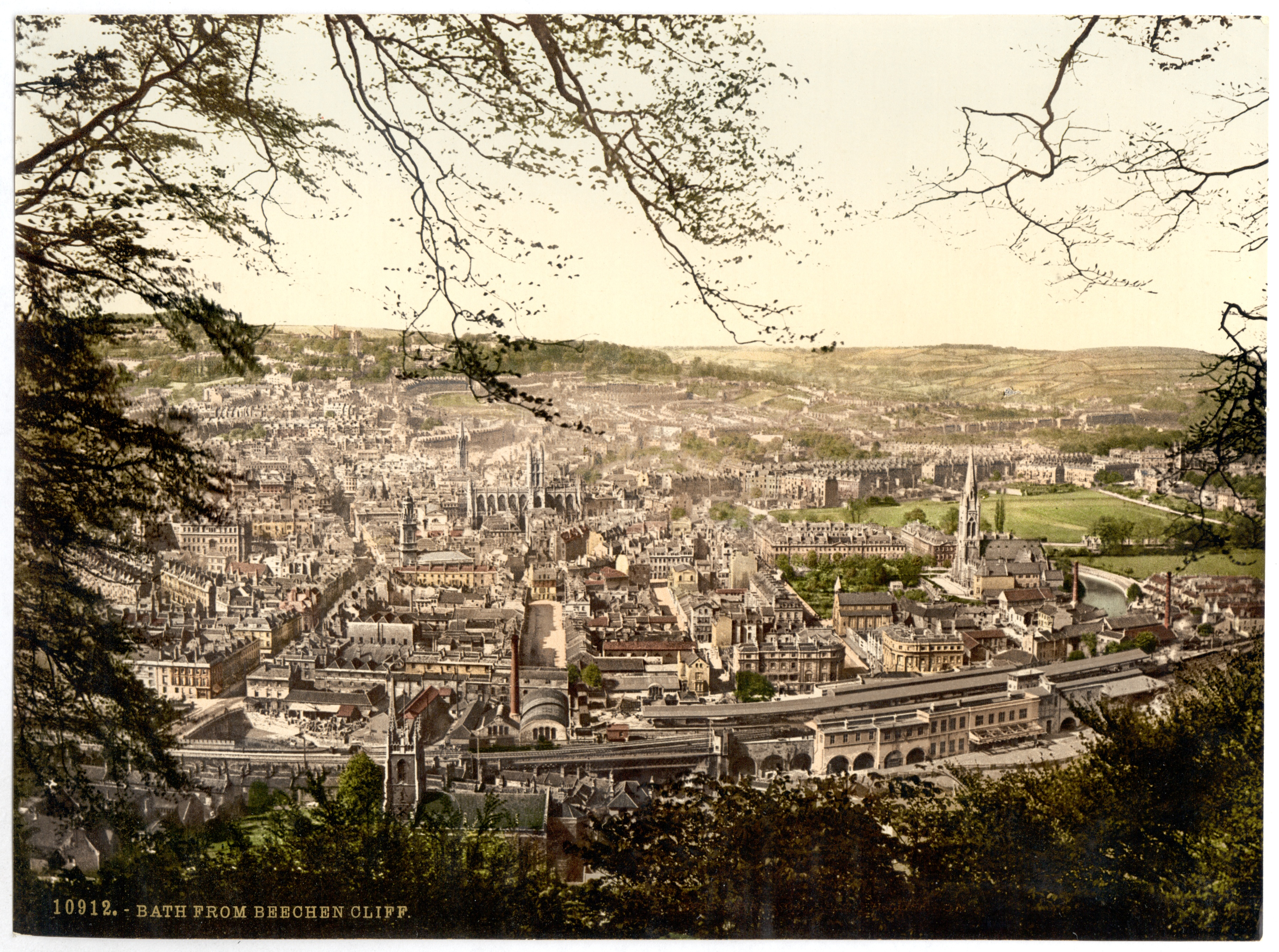
Bath, vu de Beechen Cliff (vers 1900).

C'est avec cet arrière-plan à l'esprit que l'on doit interpréter l'opposition entre le général Tilney, riche propriétaire terrien épris de modernité, mais égoïste et calculateur, et son fils, clergyman bienveillant d'un petit village animé par l'industrie de ses habitants, dans un paysage bien agencé, varié et vivant (qu'on désigne alors par l'expression de well-connected landscape). Ces questions politiques sont d'ailleurs évoquées par Henry Tilney à la fin de la promenade à Beechen Cliff, lorsque la vue sur le paysage lui donne l'occasion de passer des chênes aux forêts, des forêts aux clôtures qui les entourent (inclosure), des terres en friche aux terres de la Couronne, et enfin, de tout cela à la politique en général.

### Mariage

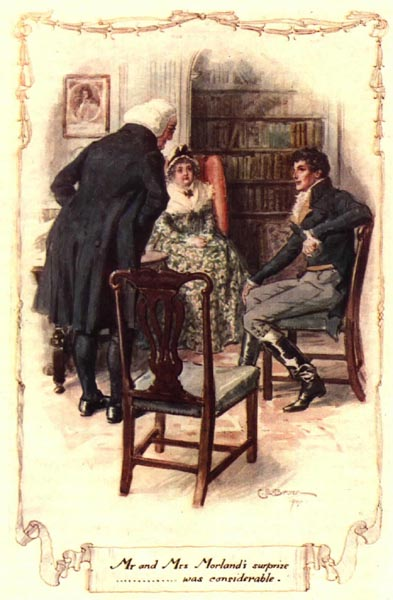
Henry Tilney demande la main de Catherine à ses parents, à leur grande surprise (volume II, chapitre XVI).

Si le mariage d'amour finit par triompher dans Northanger Abbey avec l'union de Catherine et de Henry, que permet celle d'Eleanor et de son prétendant de longue date, c'est d'abord et avant tout l'argent qui semble le moteur premier du mariage pour les autres protagonistes du roman, en particulier pour le général Tilney, qui a des conceptions très affirmées dans ce domaine, avec une approche totalement dénuée de romantisme et purement mercenaire du mariage. Bien que très fortuné lui-même, c'est l'argent qui est pour lui l'enjeu ultime : il accueille Catherine avec une politesse excessive quand il la croit riche, mais lorsqu'il apprend de John Thorpe qu'elle n'aurait en réalité aucun espoir de dot, une véritable panique le saisit (Jane Austen écrit : the terrified general) avant que la rage ne le prenne. Le général Tilney a d'ailleurs mis ses idées en application pour son propre compte, puisqu'il a épousé sa femme sans amour, seulement pour son argent.
De leur côté, Isabella et John Thorpe ont également une vision très mercenaire du mariage ; c'est rapidement évident dans le cas d'Isabella, et devient clair dans celui de son frère, lorsque l'on apprend les divagations financières que lui a inspirées la situation de Catherine Morland.

### Northanger Abbey, un roman policier à décrypter

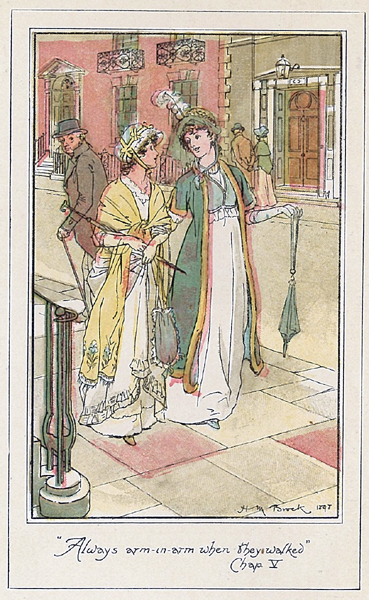
Catherine à Bath, en compagnie d'Isabella Thorpe, la « fausse amie » (volume I, chapitre V) par H. M. Brock, 1898.

On a souligné le caractère de « roman policier sans policier » (a detective story without a detective) d’Emma. À un moindre degré, Northanger Abbey présente ce même caractère. En effet, il peut avec profit faire l'objet d'une relecture, en s'appuyant sur les indices relevés tout au long du roman.
C'est le rôle de la famille Thorpe et ses motivations qui permettent la relecture la plus fructueuse, en s'appuyant tout d'abord sur les fantasmes de John Thorpe touchant à la richesse potentielle de Catherine Morland en tant qu'héritière unique des Allen. L'intérêt qu'il manifeste, certes de façon grossière et sans grand détour, pour la riche héritière qu'il imagine en Catherine n'est-il que le fruit de ses propres réflexions ? N'est-ce pas plutôt le résultat de celles de sa sœur Isabella, voire de leur mère ?
Les deux jeunes Thorpe, en effet, orphelins de père, sont pauvres et sans doute à la recherche d'un beau mariage l'un et l'autre. Est-ce vraiment par une heureuse rencontre que les trois demoiselles Thorpe et leur mère arrivent à Bath en même temps que les Allen de Fullerton – riches amis de Mrs Thorpe et sans enfants – accompagnés de leur protégée Catherine ? Est-ce par hasard que John Thorpe les rejoint peu après à Bath, en compagnie de son ami James Morland, qui n'a pu manquer de parler tant de sa sœur Catherine que de l'intérêt des Allen pour celle-ci, lorsque les Thorpe l'avaient invitée chez eux à Putney pour les vacances de Noël ? Est-ce même par hasard qu'en tout premier lieu John Thorpe s'est lié d'amitié à Oxford avec une autre personne originaire de Fullerton, James Morland ? Et comment ne pas s'étonner a posteriori de l'intérêt immédiat que témoigne Isabella à la jeune Catherine, et de sa présence constante auprès de celle-ci tout au long des « huit ou neuf jours » qui précèdent l'arrivée de son frère John ?
Dans la première partie du roman, Isabella apparaît donc comme une redoutable conspiratrice qui n'hésite pas à mettre en danger le bonheur de son « amie » Catherine, en cherchant constamment avec son frère à l'éloigner des Tilney au bénéfice de John, alors même que l'attachement de Catherine pour Henry leur est parfaitement connu.

## Style et écriture

### Parodie
De tous les romans de Jane Austen, Northanger Abbey est celui où l'aspect parodique a le plus d'importance. L'œuvre est surtout connue aujourd'hui pour son traitement des romans gothiques, qui la rapproche plus des Juvenilia bouillonnantes de moquerie parodique de la Jane Austen adolescente que des grands romans réalistes de sa maturité, tels que Mansfield Park, Emma ou Persuasion.
Jane Austen parodie ouvertement les romans gothiques dans trois passages spécifiques :
C'est tout d'abord la joie violente qui s'empare de Catherine lorsqu'elle comprend qu'elle va pouvoir vivre - avec celui qu'elle chérit - dans une ancienne abbaye gothique, un cadre idéal pour une aventure véritablement romanesque : elle pense alors à voix haute, évoquant ses attentes dans ce lieu magique, avec ses longs couloirs aux murs humides, sa chapelle en ruine, et, peut-être aussi, la chance de tomber sur quelque légende sortie du passé, voire « les souvenirs épouvantables de la présence en ces lieux d'une nonne blessée au tragique destin ».

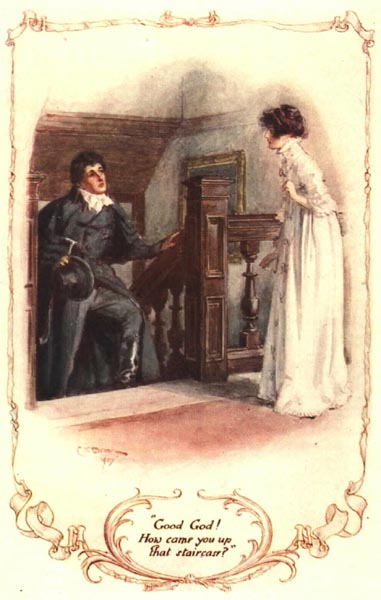
Catherine Morland, surprise en pleine exploration de l'abbaye par le retour imprévu de Henry Tilney (volume II, chapitre IX).

C'est ensuite, dans la bouche de Henry Tilney cette fois, le passage (volume II, chapitre V) au cours duquel il expose à Catherine, avec une délectation taquine, les « horreurs » que recèle sans doute l'antique abbaye, la chambre isolée, gigantesque et aux sombres recoins, qui ne saurait manquer de lui être attribuée, tout à l'autre bout de la demeure, un portrait « dont le visage exerce sur vous une incompréhensible fascination, au point que vous ne pourrez en détacher les yeux » ou une porte dont « vous découvrirez, avec une terreur renouvelée, qu'elle n'a pas de serrure ». Et Henry continue ainsi, devant l'intérêt que lui prête Catherine, à imaginer les aventures qui vont être les siennes à l'abbaye de Northanger, jusqu'au moment où, alors qu'elle retourne à sa chambre après avoir découvert un précieux manuscrit dans les entrailles de l'abbaye, « la mèche de votre lampe s'éteint soudain, vous laissant dans une totale obscurité ». Toutes aventures imaginaires qui ne peuvent que conforter Catherine dans la certitude que de merveilleuses terreurs l'attendent, puisque la description qu'en fait Henry est en tous points conforme à l'approche radclifienne du roman gothique.
Point d'orgue enfin à ces aventures gothiques, la mise en application de la théorie par Catherine (Volume II, chapitres VII et VIII). Après une première quête, accomplie de nuit dans sa chambre, qui ne débouche que sur un résultat décevant, Catherine se met en tête de prouver que le général est bien l'être maléfique, meurtrier de sa femme, qu'elle croit avoir deviné en lui. Après avoir soumis Eleanor à un feu roulant de questions sur sa mère, elle se lance alors dans une exploration qui la mène dans les appartements, clairs et sans mystères, de la défunte. Ses soupçons, quand il les réalise, lui valent les remontrances et un vrai sermon d'Henry Tilney, qui, arrivé sur ces entrefaites, la surprend en haut de l'escalier (volume II, chapitre IX). C'est alors que Catherine, rouge de honte, se rend compte qu'à trop vouloir assimiler certains personnages qu'elle côtoie aux archétypes des romans qu'elle lit, elle a perdu tout esprit critique en s'abandonnant à l'imagination la plus extravagante (volume II, chapitre X).

### Jeux de rôles
Le roman de Jane Austen se conforme malicieusement au canon du roman gothique, en assignant à chacun de ses personnages l'un des rôles classiques de ces romans.
Il y a bien sûr l'« héroïne » elle-même, Catherine Morland, dont Jane Austen s'empresse dès les toutes premières pages de nous montrer tout le mal que la jeune fille a eu à endosser le rôle, auquel ses quinze premières années l'ont si peu préparée. C'est bien elle cependant qui est au centre du roman, elle au travers des yeux de qui le lecteur voit se dérouler l'intrigue. De son côté, Henry Tilney incarne le « héros » plein de mystère, qui s'éprendra d'elle et la sauvera.
Si le général Tilney est le « méchant » ultime, transposition du sinistre Montoni des Mystères d'Udolphe d'Ann Radcliffe — rôle que lui attribue d'ailleurs explicitement Catherine Morland — on retrouve également la figure du « ravisseur », qui enlève l'héroïne malgré sa résistance ; il ne s'agit cependant dans Northanger Abbey que du personnage assez falot de John Thorpe, qui emmène Catherine contre sa volonté dans une excursion lointaine, au galop de son cheval.
Sa sœur Isabella, de son côté, apparaît dans le rôle de la « fausse bonne amie », dont les protestations d'amitié répétées abusent au début la crédulité de l'héroïne.
Cependant, la frontière entre rôles gothiques et réalité reste parfois assez théorique : on a fait observer que la seule « preuve » que nous ayons de l'innocence du général Tilney est l'argumentation suivante d'Henry à Catherine : « Nous sommes anglais, nous sommes chrétiens. [De telles atrocités] pourraient-elles être perpétrées sans qu'on le sache, dans un pays comme le nôtre »? Tout repose donc sur le fait qu'Henry Tilney semble en général tenir aussi le rôle de « porte-parole de Jane Austen ». On a d'ailleurs remarqué que l'âge d'Henry Tilney était très proche de celui de Jane Austen elle-même lors de l'écriture du roman (elle avait 24 ans en 1799).

### Ironie
Plus encore peut-être que dans ses autres romans - car Northanger Abbey, œuvre de jeunesse, est plus proche du ton des Juvenilia - c'est peut-être la bonne humeur et l'ironie constantes qui frappent tout d'abord le lecteur lorsqu'il découvre ce premier grand roman de Jane Austen.
Il est ainsi parsemé de notations rapides, certaines relevant d'un humour décalé, comme inconscient, qui n'en réjouit que plus le lecteur. À d'autres moments, les notations se font plus mordantes, allant jusqu'à se teinter d'un certain humour noir. Dès la première page, on apprend par exemple que Mrs Morland avait eu trois fils avant la naissance de Catherine « et que, au lieu de mourir en mettant celle-ci au monde, ainsi que chacun aurait pu s'y attendre, elle était restée en vie pour donner le jour à six autres enfants ».
De même, c'est par l'ironie que Jane Austen souligne la naïveté de Catherine, lorsqu'elle croit aveuglément son amie Isabella alors que celle-ci lui fait part de son amour pour son frère, James Morland :

« Isabella continua, « [...] Je me suis dit que jamais je n'avais vu quelqu'un d'aussi beau auparavant. »
Ici Catherine reconnut en secret le pouvoir de l'amour ; car jamais, malgré toute la grande affection qu'elle portait à son frère, [...] elle n'avait considéré de toute sa vie qu'il fût beau. »

La sagesse et les connaissances acquises par Catherine Morland grâce à la lecture assidue des romans gothiques font elles aussi l'objet d'une remarque ironique de l'auteur :

« Versée comme elle l'était grâce à ses lectures dans l'art de dissimuler les trésors, la possibilité que les tiroirs comportent des doubles-fonds ne lui avait pas échappé, et elle passa la main dans chacun d'eux avec une consciencieuse application, mais en vain. »

Quant à la fébrilité impatiente dont fait montre Catherine, tant son désir est grand d'aller visiter Woodston, le village où se trouve le presbytère de Henry Tilney, Jane Austen lui oppose le cours indifférent des jours :

« Si mercredi pouvait enfin arriver ! 
Mercredi arriva enfin et exactement au moment où l'on pouvait raisonnablement l'attendre. »

### Discours indirect libre

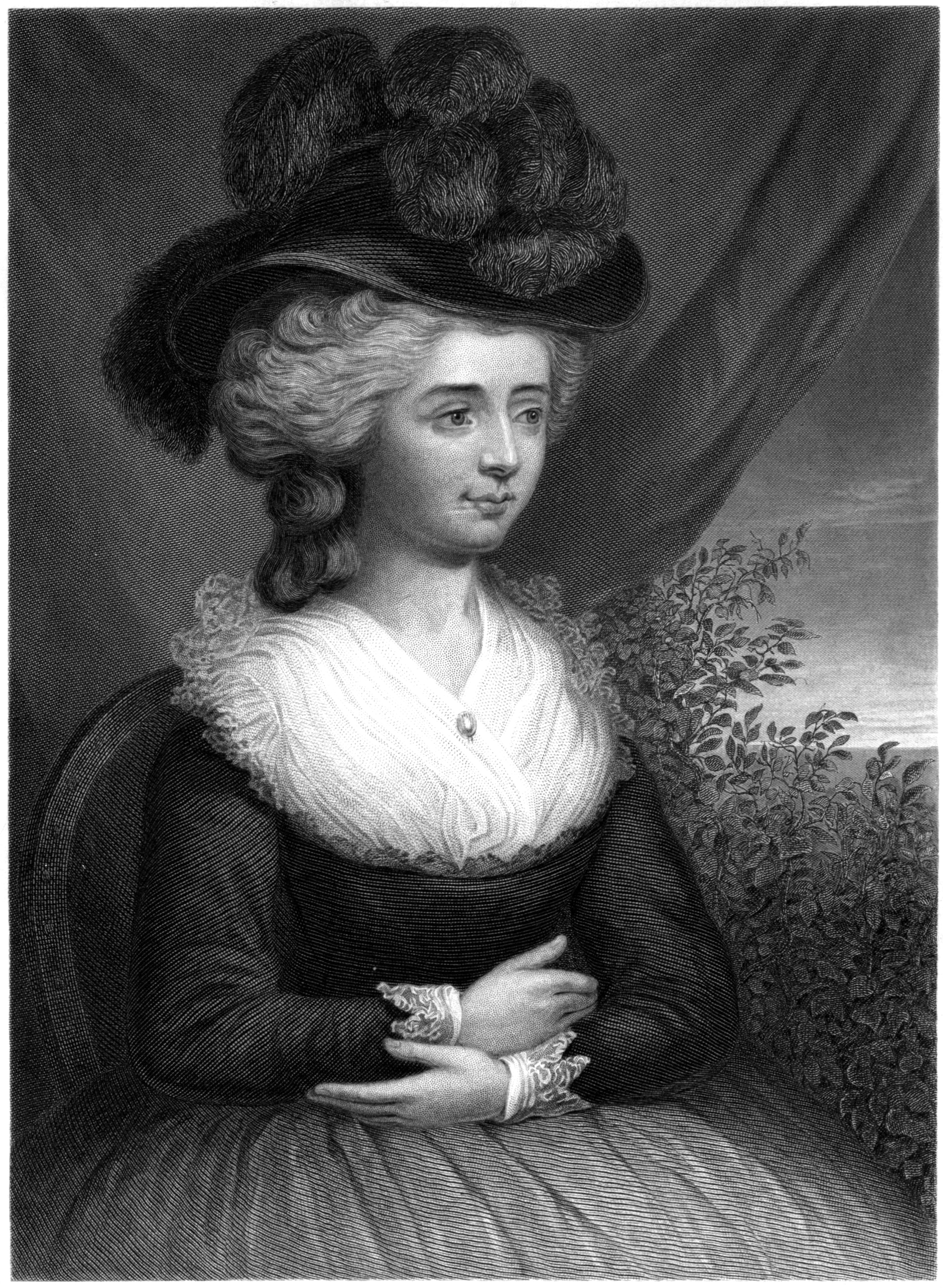
Fanny Burney, pionnière du discours indirect libre, en 1782, lors de la parution de Cecilia.

Ce premier des grands romans de Jane Austen qu'est Northanger Abbey est en même temps un roman de jeunesse, où l'auteur cherche encore son style. Elle y expérimente donc plusieurs formules narratives, qui s'entremêlent au point de créer parfois un certain sentiment de confusion ou de perplexité. A. Walton Litz souligne ainsi l'impression dérangeante qui résulte du fait que, si Jane Austen semble exprimer le plus souvent son opinion par la voix de Henry Tilney, il lui arrive aussi de prendre parfois directement la parole (intrusion de l'auteur dans la narration), ou même d'exercer son ironie aux dépens d'Henry. La perception de la place de chacun dans le roman en est alors affectée, ce que le lecteur perçoit comme « choquant » (jarring).

À d'autres moments, Jane Austen a recours à ce qui deviendra l'une des marques distinctives de son style, le discours indirect libre (free indirect speech) : il s'agit d'une forme narrative dont la particularité est de ne pas utiliser de verbe introductif (« parler », « dire », ou encore « penser »), présentant alors librement et sans intermédiaire les pensées des personnages. Jane Austen fait par exemple penser son héroïne Catherine Morland à voix haute, alors que son imagination endiablée métamorphose l'abbaye en un lieu ayant recelé de sombres drames, à l'instar des extravagances gothiques qu'elle apprécie tant : 

« Le sang de Catherine se glaça à l'idée des horribles implications qu'évoquaient tout naturellement ces mots. Était-ce possible ? Le père de Henry avait-il pu … ? Et pourtant, qu'ils étaient nombreux les exemples justifiant jusqu'aux soupçons les plus noirs ! (…), »

 Cette forme narrative empruntée aux fables de La Fontaine, a été introduite, comme le rappelle Margaret Anne Doody, dans la littérature anglaise par Fanny Burney et quelques autres écrivains femmes de la fin du XVIIIe siècle, dont Jane Austen a ainsi recueilli l'héritage.
Le style indirect libre, par son fil que n'interrompt plus le narrateur, a pu être perçu comme une forme d'ironie, dans la mesure où l'auteur fait semblant d'adhérer aux propos du personnage ; à l'inverse, on peut aussi y voir une marque de sympathie, et d'invitation à l'empathie du lecteur. Ce ton ironique est évident dans Northanger Abbey, où Jane Austen laisse libre cours à l'imagination juvénile de Catherine Morland.

## Adaptations
Le roman a connu plusieurs adaptations sous diverses formes. Depuis 1949 il y en a eu plusieurs radiophoniques à la BBC. On compte aussi de nombreuses adaptations théâtrales, la première, par Miss Rosina Filippi, datant de 1895, la plus récente en 2008 par la Dorset Corset Theatre Company. L'auteure de comics Anne Timmons l'a transposé en bande dessinée en 2007.
Il n'existe que deux adaptations à l'écran :
- 2007 : Northanger Abbey, téléfilm de Jon Jones pour ITV1, avec Felicity Jones dans le rôle de Catherine Morland et JJ Feild dans le rôle d'Henry Tilney ;
- 1986 : Northanger Abbey, film de 88 min de Giles Foster, avec Katharine Schlesinger dans le rôle de Catherine Morland et Peter Firth dans le rôle d'Henry Tilney, diffusé le 15 février 1987 sur la BBC, dans l'émission Screen Two.

## Postérité
En 2023, l'université de Greenwich lance une « alerte » sur le roman parce qu'il véhiculerait des « stéréotypes de genre ». Elle met en garde les étudiants contre le « sexisme » et les « relations toxiques » dont celui-ci ferait montre. L'initiative a suscité une polémique étant tournée en ridicule par une partie de la presse anglaise, celle-ci faisant remarquer que Jane Austen pratique une ironie qui semble échapper aux responsables de l'université de Greenwich,. Ainsi, Dennis Hayes à la tête du mouvement Academics For Academic Freedom, a engagé les universités à cesser « d'infantiliser » leurs étudiants.
Cette alerte touche un roman d'Austen, dont l'auteur est largement considéré comme l'une des premières féministes s'étant rebellée contre les rôles de genre dans un monde littéraire dominé par les hommes. Le livre est enseigné dans le cadre du module de littérature gothique de Greenwich, qui est lui-même accompagné d'un avertissement général indiquant que le cours contient « des éléments que les étudiants pourraient trouver dérangeants ». Le fait qu'Austen gère ironiquement et avec humour les rôles de genre dans Northanger Abbey et ses autres œuvres a au contraire conduit à affirmer que l'« alerte » sur le roman de l'université Greenwich est inappropriée. Pour The Independent, l'université s'est ridiculisée pour avoir dit aux étudiants que Jane Austen était offensante.

## Éditions françaises
- 1827 : L'Abbaye de Northanger, Jane Austen ; traduit par Hyacinthe de Ferrières ; Paris : Pigoreau.
- 1899 : Catherine Morland, Jane Austen ; traduit par Félix Fénéon ; Paris : éditions de "la Revue blanche", 364 p[125].
- 1946 : Catherine Morland, Jane Austen ; traduit par Félix Fénéon ; Paris : Gallimard, coll. : Les classiques anglais ; 255 p. (réédition en fac-similé en 1980)[126].
- 1980 : Northanger Abbey, Jane Austen ; traduit par Josette Salesse-Lavergne, note biographique de Jacques Roubaud ; Paris : C. Bourgois, 241 p.  (ISBN 2-267-00225-6)
- 1983 : Northanger Abbey, Jane Austen ; traduit par Josette Salesse-Lavergne ; note biographique de Jacques Roubaud ; Paris : Union générale d'éditions, 241 p.  (ISBN 2-264-00555-6)
- 1996 : Northanger abbey, Jane Austen ; traduit par Josette Salesse-Lavergne ; notice biographique de Jacques Roubaud ; Paris : 10/18, coll. : Domaine étranger ; 285 p.  (ISBN 2-264-02380-5)
- 2000 : L'Abbaye de Northanger, Jane Austen ; traduit par Pierre Arnaud ; coll. Bibliothèque de la Pléiade, Gallimard[127].
- 2004 : Northanger abbey, Jane Austen ; traduit par Pierre Arnaud ; coll. : L'imaginaire ; 503 ; Paris : Gallimard, 296 p.  (ISBN 2-07-077083-4)
- 2011 : Northanger Abbey, Jane Austen ; traduit par Félix Fénéon ; préface d'Emmanuel Dazin ; Paris : Archipoche, coll. : La Bibliothèque des classiques no 48 ; 283 p. ; (réédition en 2016)  (ISBN 978-2-35287-945-9)